# 國立屏科實驗高級中等學校
國立屏科實驗高級中等學校（簡稱屏科實中）是一所位於屏東縣屏東市的國立完全中學
，成立的宗旨為配合南部科學園區屏東園區發展並留住縣內人才。2024年8月1日正式招收第一屆學生。

## 沿革
- 2022年3月，枋寮高中校長陳志偉任籌備處主任。
- 2024年8月1日，正式設校，第一屆國小部使用剛廢校的凌雲國小校舍上課，國中、高中部則借用大仁科技大學上課。[4]。9月13日，於大仁科技大學舉行揭牌儀式。[5]

## 校舍概況
幼兒園及國、高中部，預計招收52個班，建校經費斥資9.3億元，2024年2月招生，同年8月正式上課。第一屆國小部使用凌雲國小上課，國、高中部使用大仁科技大學上課。

## 班級概況
- 高中部：共3班
- 國中部：共3班
- 國小部：共6班
- 雙語部：共1班
- 幼稚園

## 歷任校長
| 任別 | 姓名   | 任期           |
| ---- | ------ | -------------- |
| 1    | 陳志偉 | 2024/8/1～現任 |

## 交通
- 臺灣鐵路-六塊厝車站

## 外部連結
- 國立屏科實驗高級中等學校